# Blyvooruitzicht
Blyvooruitzicht is een klein dorp in de provincie Gauteng (een deel van het vroegere Transvaal) in Zuid-Afrika. De naam is afkomstig uit het Bijbelboek Psalmen (Maar, blij vooruitzicht dat mij streelt). Het dorp is gesticht in 1937. Vlak bij het dorp bevindt zich de Blyvooruitzicht-goudmijn.
Op 3 augustus 1964 zakken twee huizen in een plotseling ontstaan gat. Van de vier bewoners (familie Oosthuizen) is nooit meer iets vernomen.
Later is voor de omgekomen bewoners een monument geplaatst met daarop een Bijbeltekst uit Psalm 121 en de woorden: God het hulle self ter aarde bestel.